# Maroš Šefčovič
 (mars 2019).
Si vous disposez d'ouvrages ou d'articles de référence ou si vous connaissez des sites web de qualité traitant du thème abordé ici, merci de compléter l'article en donnant les références utiles à sa vérifiabilité et en les liant à la section « Notes et références ».
Maroš Šefčovič ([ˈmarɔʂ ˈʂeftʂɔʋitʂ]), né le 24 juillet 1966 à Bratislava, est un diplomate slovaque. Il est commissaire européen au Commerce, à la Sécurité économique, aux Relations interinstitutionnelles et à la Transparence depuis 2024. 
De 2010 à 2024, il est vice-président de la Commission européenne. 

## Biographie
Après avoir commencé ses études à l'université d'économie de Bratislava, il part pour l'Union soviétique de la perestroïka, où il les poursuit de 1985 à 1990 à l'Institut d'État des relations internationales de Moscou. Il soutient ensuite une thèse de doctorat en droit international à l'Université Comenius de Bratislava (1990). Il apprend le français lors d'une université d'été à Perpignan en 1990 et suit des cours à l'Alliance française à Harare en 1992.
Après avoir été conseiller du vice-ministre tchécoslovaque des Affaires étrangères, il devient secrétaire et consul à l'ambassade de la République fédérale tchèque et slovaque au Zimbabwe en 1992, puis à l'ambassade à Ottawa. Il revient en Slovaquie en 1995.
En 1998, il devient directeur du cabinet du ministre des Affaires étrangères, avant d'être nommé ambassadeur à Tel-Aviv-Jaffa. Il est ensuite représentant permanent de la Slovaquie auprès de l'Union européenne à partir de 2004. Le 1er octobre 2009, il remplace Ján Figeľ démissionnaire et devient membre de la Commission européenne chargé de l'éducation, de la formation, de la culture et de la jeunesse. Le 27 novembre 2009, il en devient vice-président, chargé des relations inter-institutionnelles et de l'administration.
Reconduit comme commissaire au sein de la commission Juncker, en 2014, il en est nommé vice-président par son nouveau président, Jean-Claude Juncker, et se voit confier le portefeuille de l'Union énergétique.
Candidat pour le parti SMER-SD à l'élection présidentielle slovaque de 2019, il est défait au second tour par la candidate du parti extra-parlementaire Slovaquie progressiste, Zuzana Čaputová, et ce par une marge de plus de 15 points. 
En 2019, dans la première commission von der Leyen, il devient vice-président de la Commission européenne (chargé des Relations interinstitutionnelles et de la Prospective) et commissaire européen aux relations interinstitutionnelles.
En 2023, il devient vice-président exécutif de la Commission européenne chargé du pacte vert pour l'Europe, des relations interinstitutionnelles et de la prospective
De juillet à novembre 2024, il assure l'intérim des fonctions de commissaire à l'Environnement, aux Océans et à la Pêche, en remplacement de Virginijus Sinkevičius, élu au Parlement européen.
Le 1er décembre 2024, il est nommé commissaire européen au Commerce et à la Sécurité économique dans la Commission von der Leyen II.